# Классификационное число покрытия
Классификационное число покрытия или классификационное число прочности покрытия (англ. pavement classification number,  PCN) — нормативный параметр Международной организации гражданской авиации (ИКАО), выражающий несущую способность (грузонапряжённость) покрытия взлётно-посадочной полосы аэродрома для эксплуатации без ограничений, используемый совместно с классификационным числом воздушного судна.
Классификационное число содержит информацию о прочности взлётно-посадочной полосы. Например: PCN 44/R/B/X/T, где:
- PCN 44 — классификационное число покрытия
- /R — тип покрытия
  - R — жёсткое покрытие, работающее на изгиб
  - F — нежёсткое покрытие, работающее на сжатие
- /B — прочность основания. Для жёсткого покрытия используется коэффициент Вестергарда (k), выражающий реакцию покрытия взлётно-посадочной полосы в меганьютонах на кубический метр (МН/м³). Для нежёсткого покрытия используется коэффициент грузонапряжённости грунтового покрытия (CBR) (англ. California Bearing Ratio — калифорнийское число), выражающий воздействие нагрузки на грунтовое покрытие по отношению к воздействию на стандартный материал.
  - A — высокая прочность: k = 150 или CBR = 15
  - B — средняя прочность: k = 80 или CBR = 10
  - C — низкая прочность: k = 40 или CBR = 6
  - D — очень низкая прочность: k = 20 или CBR = 3
- /X — максимально допустимое давление в пневматике
  - W — высокое, давление более 1,5 МПа
  - X — среднее, давление не более 1,5 МПа
  - Y — низкое, давление не более 1,0 МПа
  - Z — очень низкое, давление не более 0,5 МПа
- /T — метод определения
  - T — величина определена техническим путём
  - U — величина определена опытным путём

Классификационные числа искусственных покрытий (PCN) аэродромов определяются по действующей в гражданской авиации «Методике оценки прочности покрытий гражданских аэродромов», а в государственной авиации по «Методике определения классификационных чисел воздушных судов и жестких покрытий аэродромов авиации Вооруженных сил».
Метод ACN-PCN представления данных о прочности искусственных покрытий  приведен в Приложении N 5 к Федеральным авиационным правилам "Требования, предъявляемые к аэродромам, предназначенным для взлета, посадки, руления и стоянки гражданских воздушных судов" (утверждены приказом Минтранса России от 25.08.2015 N 262)